# Mersin İdman Yurdu
Mersin İdman Yurdu ist ein türkischer Fußballverein aus Mersin. Der Verein spielte in den 1960er, 1970er, 1980er und 2010er Jahren insgesamt 15 Spielzeiten in der Süper Lig und befindet sich in deren Ewigen Tabelle auf dem 28. Platz. Seine erfolgreichste Erstligasaison hatte der Verein in der 1. Lig 1969/70, in der der Klub den 4. Tabellenplatz erreichte. Als weitere wichtige Erfolge ist der Türkischen Pokalfinalteilnahme in der Spielzeit 1982/83 hervorzuheben. Im Gegensatz zu seinen Erstligazeiten gehört der Verein zu den erfolgreichsten Teams der zweitrangigen türkischen TFF 1. Lig. Hier ist der Verein mit fünf Meisterschaften hinter Samsunspor (sieben Titel) die Mannschaft mit den zweitmeisten Titeln und befindet sich in der Ewigen Tabelle der TFF 1. Lig immer auf den vorderen zwei Plätzen.

## Geschichte
Der Klub wurde am 16. August 1925 mit dem Namen Mersin Gençlerbirliği gegründet. Damals waren die Vereinsfarben rot-weiß. Im Laufe der Vereinsgeschichte wurde das Weiß durch Marine ersetzt. In der Saison 1962/63 gelang es der Mannschaft in die 2. türkische Fußballliga aufzusteigen. Im Jahr 1964 wurde der Name des Vereins in Mersin İdman Yurdu Spor Kulübü umbenannt. Im dritten Jahr in der 2. Liga gelang es der Mannschaft, in die erste türkische Fußballliga aufzusteigen. Trainer der Mannschaft war damals die Fenerbahçe-Legende Lefter Küçükandonyadis.
Der bislang größte Erfolg der Vereinsgeschichte war die Teilnahme am Finale des türkischen Pokals im Jahr 1983. Damals verlor man gegen Fenerbahçe Istanbul das Hinspiel mit 0:2 und das Rückspiel mit 1:2. Da Fenerbahçe bereits als Champion der 1. Liga automatisch qualifiziert war, sicherte sich MİY als Teilnehmer des Pokalfinales einen Platz beim Europapokal der Pokalsieger. Dort traf man auf den bulgarischen Erstligisten PFC Spartak Warna. Während das Hinspiel in Mersin noch 0:0 endete, musste man sich beim Rückspiel in Bulgarien 0:1 geschlagen geben und schied aus.
Die Saison 2010/11 beendete Mersin İdman Yurdu mit dem 1. Platz in der Bank Asya 1. Lig und stieg somit nach 28 Jahren Abstinenz wieder in die höchste türkische Spielklasse Spor Toto Süper Lig auf.
Erst in der Saison 2008/09 war Mersin İdman Yurdu von der dritthöchsten Spielklasse „TFF 2. Lig“ in die TFF 1. Lig aufgestiegen.
Nachdem der Verein in der Drittligasaison bereits Wochen vor dem Saisonende als erster Absteiger feststand, musste er im Sommer 2018 auf Direktive der FIFA neben dem regulären Abstieg noch eine weitere Liga zwangsabsteigen. Dadurch stieg Mersin İY in die Bölgesel Amatör Lig, in die höchst türkische Amateurliga, ab und verabschiedete sich zum ersten Mal in seiner Vereinshistorie vom türkischen Profifußball.

## Erfolge
- Tabellenvierter der Süper Lig (1): 1969/70
- Meister der TFF 1. Lig (5): 1966/67, 1975/76, 1979/80, 1981/82, 2010/11
- Playoff-Sieger der TFF 1. Lig (1): 2013/14
- Aufstieg in die Süper Lig (6): 1966/67, 1975/76, 1979/80, 1981/82, 2010/11, 2013/14
- Vizemeister der TFF 2. Lig (2): 2001/02, 2008/09
- Aufstieg in die TFF 1. Lig (2): 2001/02, 2008/09
- Türkischen Pokalfinalist (1): 1982/83

## Ligazugehörigkeit
- 1. Liga: 1967–1974, 1976–1978, 1980–1981, 1982–1983, 2011–2013, 2014–2016

- 2. Liga: 1963–1967, 1974–1976, 1978–1980, 1981–1982, 1983–2001, 2002–2006, 2009–2011, 2013–2014, 2016–2017

- 3. Liga: 2001–2002, 2006–2009, seit 2017

## Stadion
Der Klub trug von 1951 bis zum März 2013 seine Spiele im Tevfik-Sırrı-Gür-Stadion aus. Einem „klassischen“ Fußballstadion, bei dem das Spielfeld von einer Laufbahn umgeben ist und so für Leichtathletik-Wettkämpfe genutzt werden kann. Dieses Stadion wurde mehrfach renoviert und besaß nach seiner letzten in der Saison 2011/12 eine Zuschauerkapazität von 10.128 Plätzen.
Im Rahmen der Mittelmeerspiele 2013, die in der Stadt Mersin ausgetragen wurden, wurde mit der Mersin Arena ein  hochmodernes und reines Fußballstadion gebaut. Während das Stadion noch während der Mittelmeerspiele so ausgelegt war, dass mehrere Sportarten darin ausgetragen werden konnten, wurde anschließend das Stadion in ein reines Fußballstadion umgebaut und im März 2014 Mersin İdman Yurdu als neue Spielstätte übergeben. Das Stadion genügt allen UEFA-Standards und hat eine Zuschauerkapazität von 25,534 Plätzen. Das Eröffnungsspiel war die Ligabegegnung vom 23. März 2014 gegen Gaziantep Büyükşehir Belediyespor.

## Rekordspieler
| Rang                | Name             | Einsätze | Zeitraum  |
| ------------------- | ---------------- | -------- | --------- |
| 01.                 | Ayhan Öz         | 159      | 1967–1977 |
| 02.                 | Refik Çoğum      | 153      | 1967–1974 |
| 03.                 | İbrahim Arayıcı  | 147      | 1968–1978 |
| 04.                 | Cihat Erbil      | 146      | 1968–1974 |
| 05.                 | Alp Sümeralp     | 135      | 1967–1973 |
| 06.                 | Zeki Temizer     | 126      | 1971–1978 |
| 07.                 | Fikret Özdil     | 111      | 1967–1974 |
| 08.                 | Osman Arpacıoğlu | 110      | 1967–1971 |
| 09.                 | Tahir Temur      | 101      | 1976–1983 |
| 10.                 | Akın Aksaçlı     | 98       | 1970–1974 |
| Stand: 2. Juni 2016 |                  |          |           |

| Rang                | Name              | Tor | Einsätze | Tor/Spiel |
| ------------------- | ----------------- | --- | -------- | --------- |
| 01.                 | Osman Arpacıoğlu  | 52  | 110      | 0,47      |
| 02.                 | Mert Nobre        | 23  | 56       | 0,41      |
| 03.                 | Zeki Temizer      | 22  | 126      | 0,17      |
| 04.                 | Ayhan Öz          | 21  | 159      | 0,13      |
| 05.                 | Müjdat Karanfilci | 17  | 55       | 0,31      |
| 06.                 | Welliton          | 16  | 51       | 0,31      |
| 06.                 | Tarık Kutver      | 16  | 66       | 0,24      |
| 07.                 | İbrahim Arayıcı   | 14  | 147      | 0,1       |
| 08.                 | Güvenç Kurtar     | 12  | 24       | 0,5       |
| 08.                 | Préjuce Nakoulma  | 12  | 58       | 0,21      |
| 09.                 | Muharrem Algıç    | 10  | 79       | 0,13      |
| 09.                 | Alp Sümeralp      | 10  | 135      | 0,07      |
| 10.                 | Ali Açıkgöz       | 9   | 81       | 0,11      |
| Stand: 2. Juni 2016 |                   |     |          |           |

## Bekannte ehemalige Spieler
| - Altan Aksoy - Yunus Altun - Hakan Arıkan - Levent Arıkdoğan - Osman Arpacıoğlu 1 - Çağdaş Atan - Kadri Aytaç - Faruk Bayar - Wissem Ben Yahia - Zafer Biryol - Adem Büyük - Cihan Can - Taner Demirbaş - Cihat Erbil - Murat Erdoğan - İrfan Ertürk | - İsa Ertürk - Hakan Bayraktar - Hasan Okan Gültang - Şeref Has - Kerem İnan - Yannick Kamanan - Orhan Kapucu - İbrahim Kaş - Özcan Kızıltan - Mustafa Keçeli - Doğan Küçükduru - Güvenç Kurtar - Tarık Kutver - Mert Nobre - André Moritz - Préjuce Nakoulma | - Selim Özer - Şehmus Özer - Mehmet Polat - Ibrahim Šehić - Eren Şen - Tuğrul Şener - Yusuf Şimşek - Aydın Tohumcu - Erman Toroğlu - Önder Turacı - Ufuk Talay - Mustafa Yürür - Fazlı Ulusoy - Hasan Üçüncü - Welliton - Metin Yıldız |

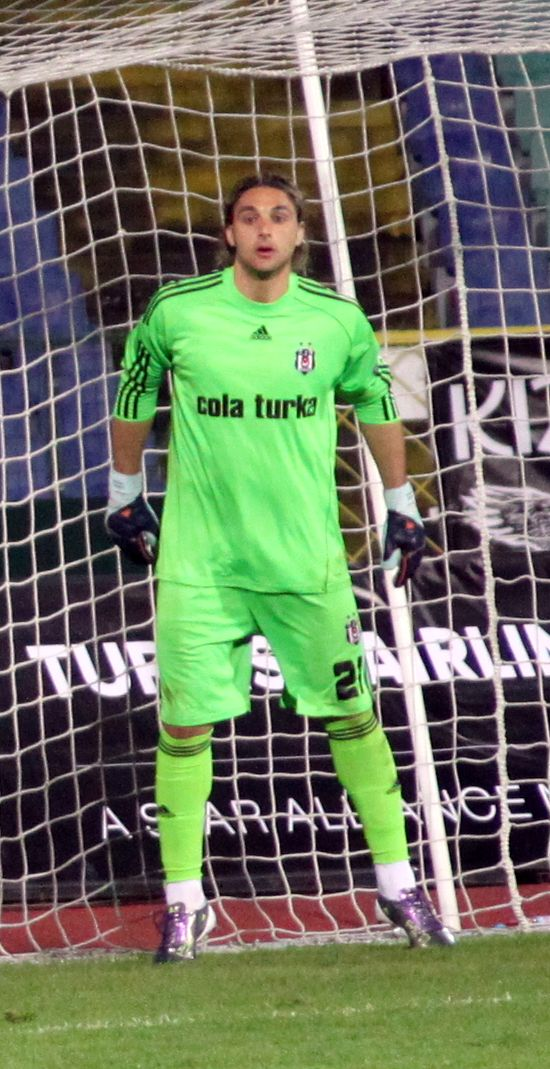
Hakan Arıkan
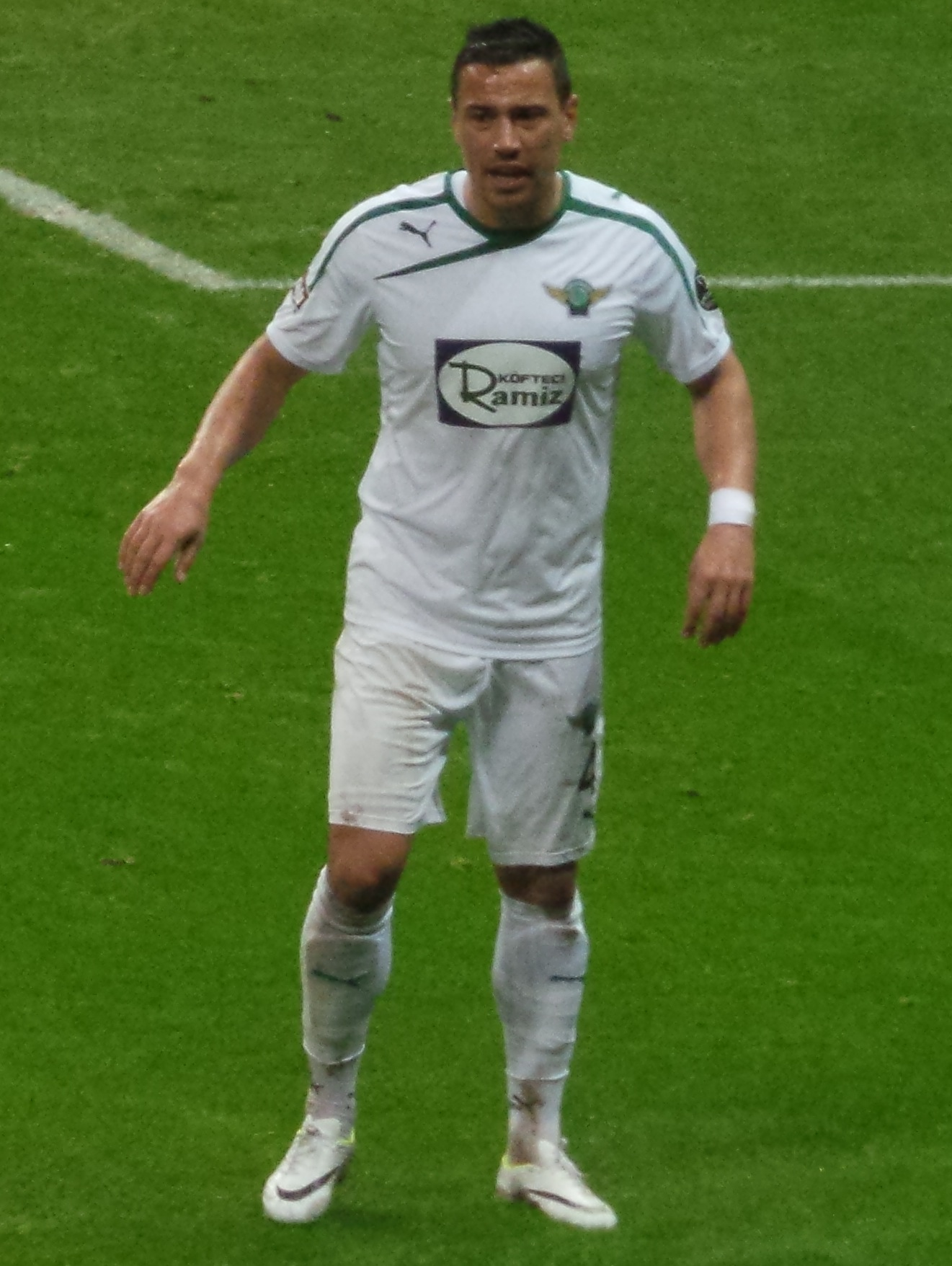
Çağdaş Atan
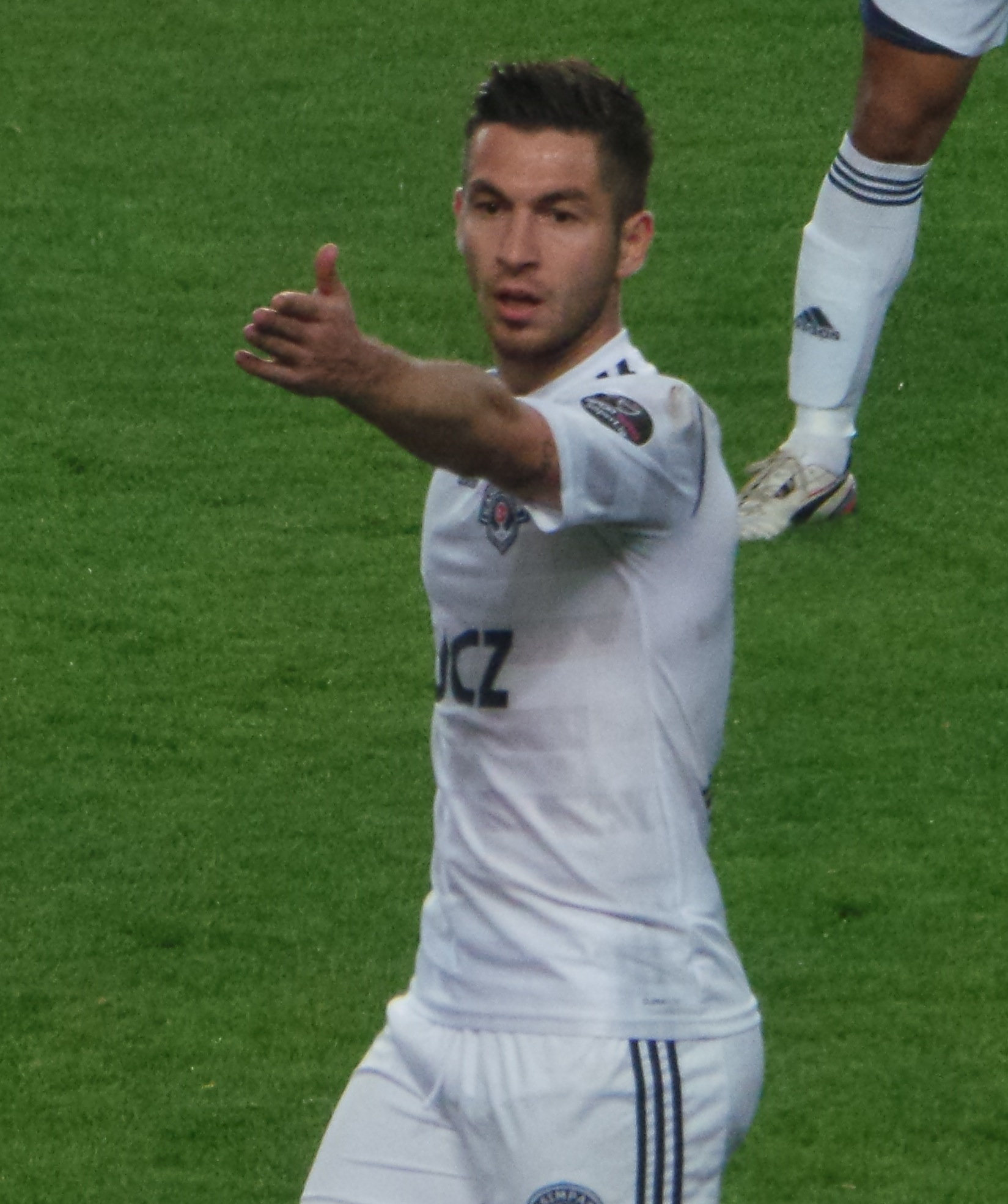
Adem Büyük
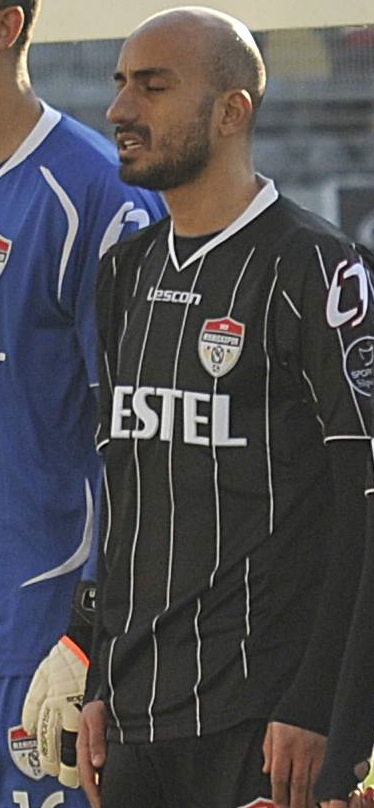
Murat Erdoğan
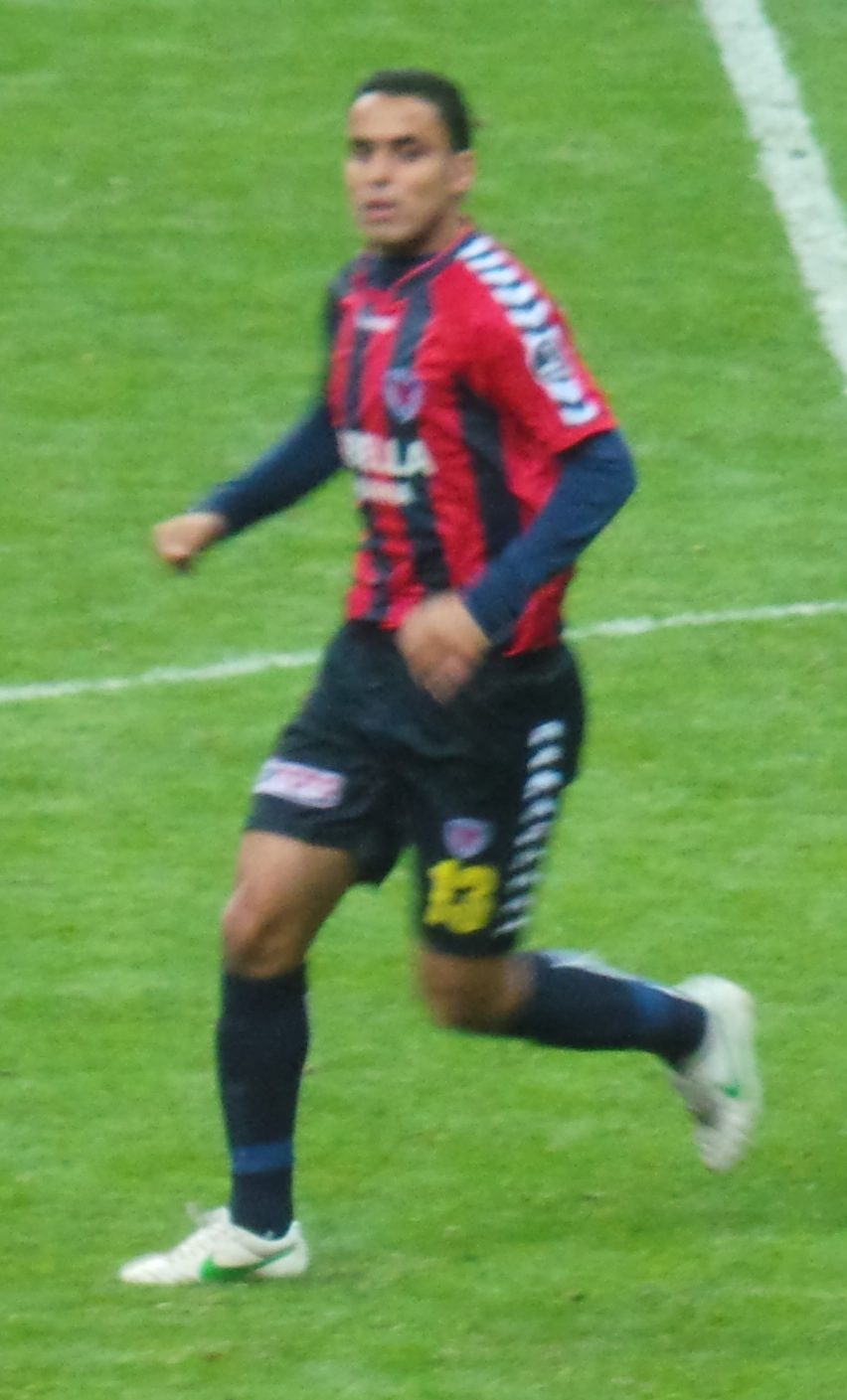
Wissem Ben Yahia
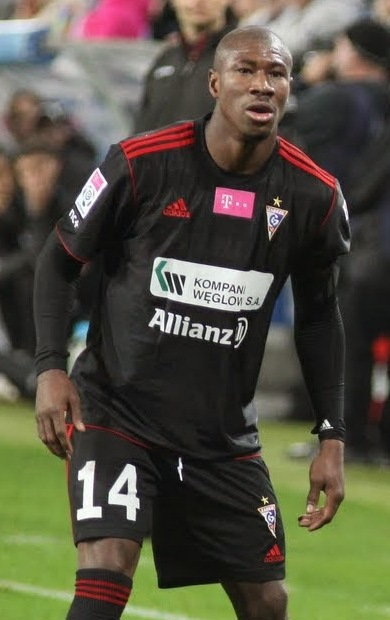
Préjuce Nakoulma
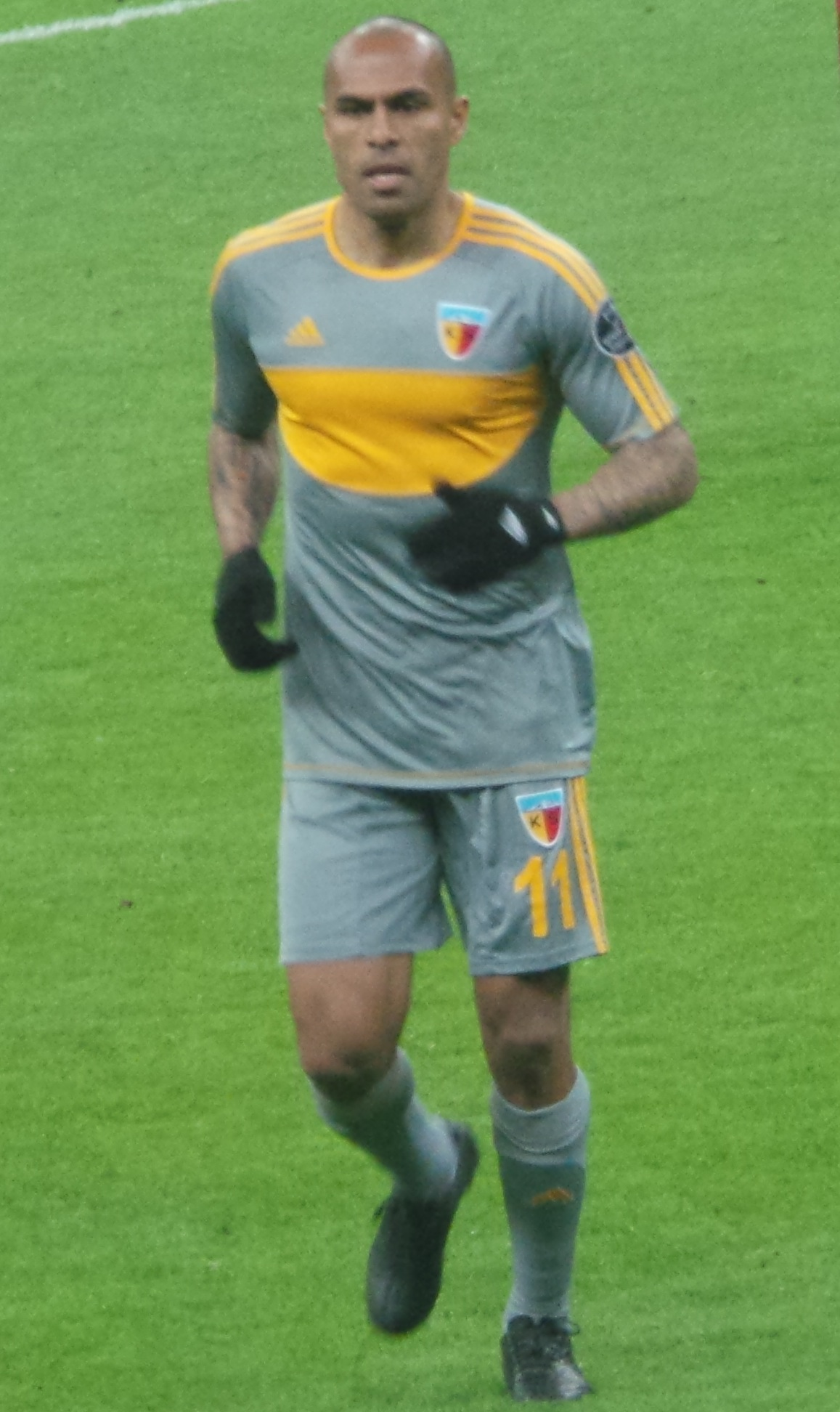
Mert Nobre
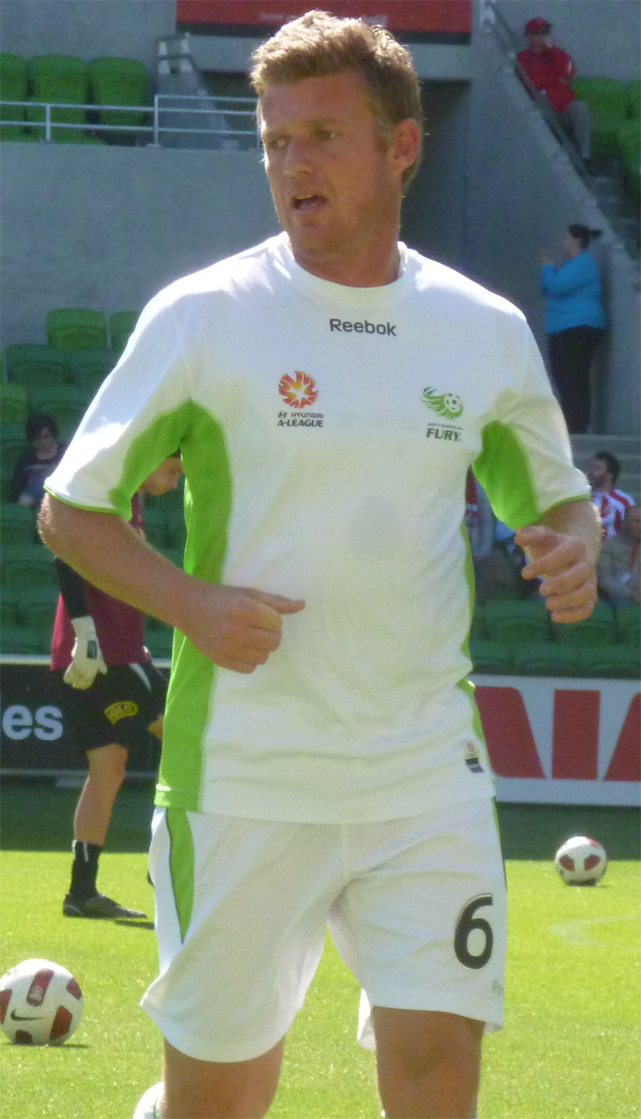
Ufuk Talay
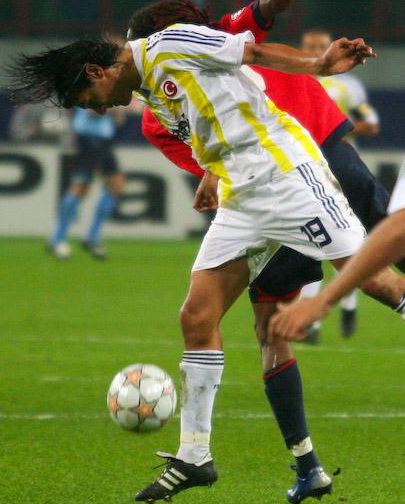
Önder Turacı
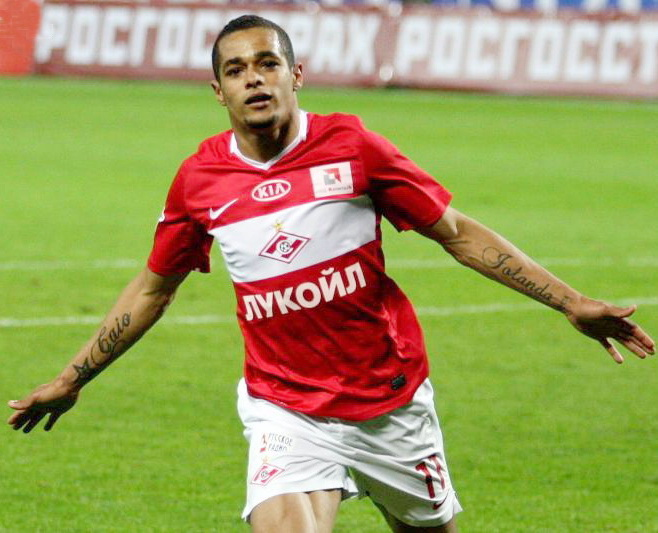
Welliton

## Trainer
| - Fahrettin Cansever (1965–66) - Lefter Küçükandonyadis (20.01.1966–1967) - Cihat Arman (1967–28.04.1968) - Turgay Şeren (15.06.1968–25.03.1969) - Bülent Giz (27.08.1969–31.05.1971) - Dumitru Teoderescu (01.07.1971–29.08.1971) - Turgay Şeren (31.08.1971–11.02.1973) - Ion Motroc (09.09.1973–23.09.1973) - Nazım Koka (30.09.1973–10.03.1974) - Tomislav Kaloperović (23.03.1974–31.05.1974) - Bülent Giz (1974–75) - Kadri Aytaç (1975–05.1977) - Turgut Kafkas (08.1977–12.1977) - Orhan Yüksel (01.1978-05.1978) - Octavian Popescu (1978–79) - Suat Mamat (1979–80) - İsmet Arıkan (02.06.1980–81) - Candan Dumanlı (1981–82) - Gündüz Tekin Onay (1982–83) - Kahraman Karataş (1983–84) - Aydın Tohumcu (1985–86, 1989-90) - Ali Hoşfikirer (05.02.1988-31.05.1989) - Gerhart Block (1989–90) - Adnan Dinçer (01.06.1991-31.05.1992) - Kadri Aytaç (22.06.1992-30.04.1993) - Nasır Belci (05.05.1993-31.05.1993) - Aydın Tohumcu (01.07.1993-21.11.1993) - Levent Arıkdoğan (01.07.1994-31.05.1996) - Kahraman Karataş (09.06.1994-31.05.1995) - Candan Dumanlı (28.02.1996-31.05.1996) - Zafer Bilgetay (03.07.1997-31.12.1997) - Zafer Göncüler (12.02.1998-31.8.1998) - Müjdat Yalman (01.08.1998-10.02.1999) - Kahraman Karataş (11.02.1999-31.05.1999) | - Ali Gültiken (01.07.1999-29.09.1999) - Müjdat Yalman (29.09.1999-31.05.2000) - Levent Arıkdoğan (01.07.2000-31.05.2001) - Nasır Belci (06.07.2001-31.05.2003) - Yücel İldiz (13.01.2003-18.09.2003) - Mehmet Şahan (19.09.2003-31.12.2003) - Levent Eriş (22.01.2004-31.05.2004) - Levent Arıkdoğan (26.08.2004-31.05.2005) - Engin Korukır (18.11.2005-31.05.2006) - Nasır Belci (17.03.2006-21.09.2006) - İlyas Tüfekçi (02.10.2006-10.03.2007) - Kahraman Karataş (13.03.2007-31.05.2007) - Abdülkerim Durmaz (17.07.2007-31.05.2008) - Ercan Albay (14.08.2008-31.05.2009) - Serhat Güller (19.08.2009-31.01.2010) - Ergün Penbe (05.02.2010-31.05.2010) - Yüksel Yeşilova (03.06.2010-17.10.2010) - Nurullah Sağlam (22.10.2010-15.12.2012) - Giray Bulak (18.12.2012–06.03.2013) - Hakan Kutlu (März 2013 – März 2014) - Yılmaz Vural (März 2014 – Mai 2014) - Hakan Kutlu (Mai 2014) - Rıza Çalımbay (Juni 2014 – Juni 2015) - Mesut Bakkal (Juli 2015 – September 2015) - Bülent Korkmaz (September 2015 – Januar 2016) - Nurullah Sağlam (Januar 2016) - Ümit Özat (Januar 2016 – Mai 2016) - Serkan Damla 1 (Mai 2016) - Levent Arıkdoğan (August 2016 – Oktober 2016) - Yusuf Şimşek (Oktober 2016 – Januar 2017) - Ümit Turmuş (Januar 2017) - Memduh Özbalta (Januar 2017 – März 2017) - Levent Eriş (März 2017 – ) |

## Präsidenten (Auswahl)
- Mehmet Fatih Deveci (1981 – 1983)
- Haluk Ulusoy (1983 – 1987)
- Hüseyin Okan Merzeci (1987 – März 1989)
- Kaya Mutlu (März 1989 – April 1994)
- Hüseyin Okan Merzeci (April 1994 – Oktober 1997)
- Mehmet Küver (Oktober 1997 – April 1999)
- Macit Özcan (April 1999 – Mai 2004)
- Hasan Ahi (Mai 2004 – Januar 2006)
- Erol Ertan (Januar 2006 – Januar 2007)
- Hamit İzol (Januar 2007 – Dezember 2007)
- Hüseyin Çalışkan (Dezember 2007 – September 2008)
- Ali Kahramanlı (September 2008 – Januar 2016)
- Hüseyin Çalışkan (Januar 2016 – ?)
- Mahmut Karak (? – )